# Zaříkávání

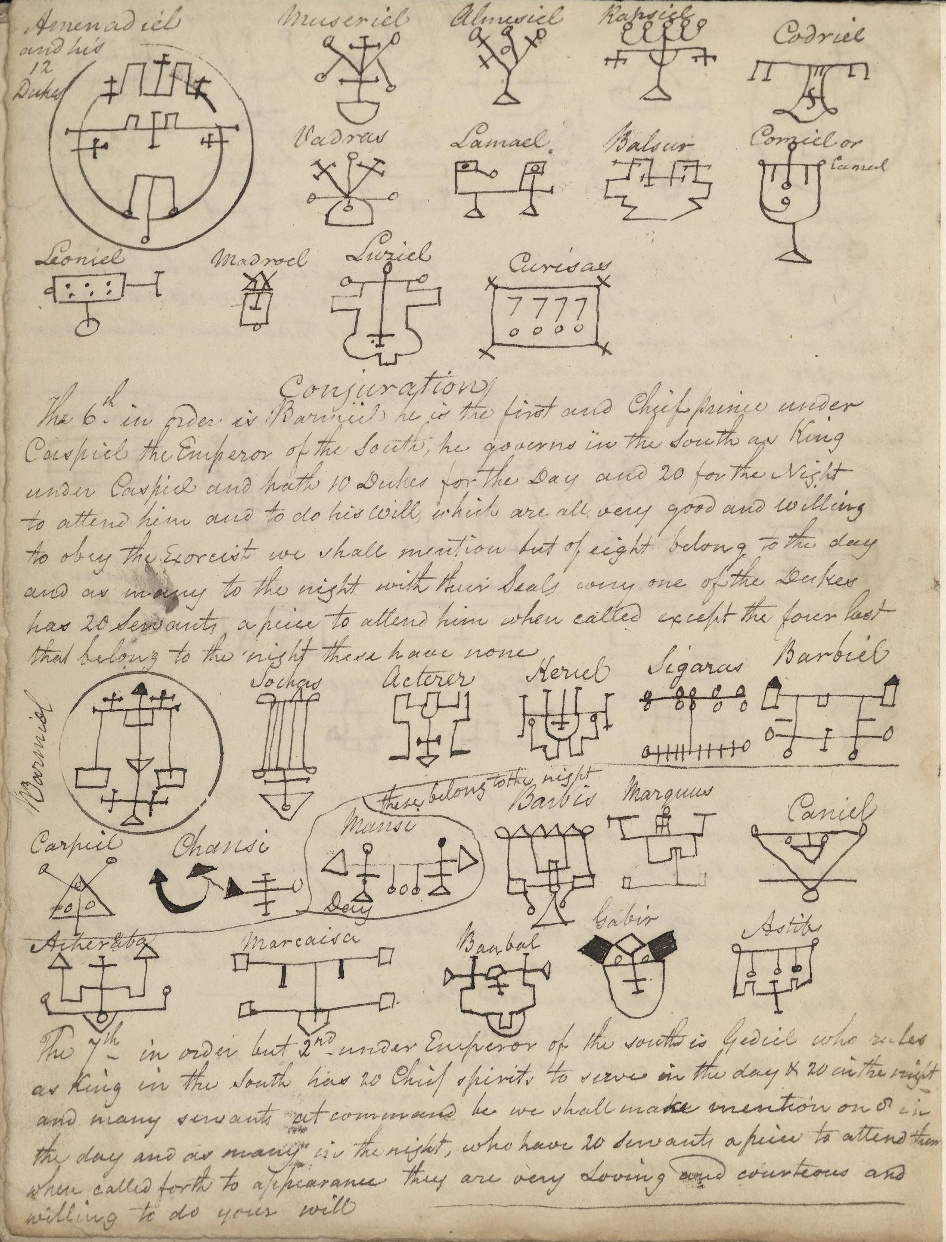
Kniha zaklínadel velšského lékaře z 19. století

Zaříkávadlo či zaklínadlo je krátký ústní slovesný útvar vyjadřující přání, hrozbu či rozkaz směrovaný k nadpřirozené bytosti či síle, který má magicky vést k požadovanému výsledku. Často jsou součástí různých obřadů a rituálů a souvisí s vírou v magickou moc slova a pravých jmen. Formálně i účelem je zaříkávání podobné také vyslovení kletby, požehnání, modlitby či mantry. Podobný význam má také termín invokace, užívaný především v okultismu.

## Historická zaříkávadla
Mezi známé sbírky zaříkávadel patří například:
- Atharvavéd – indická sbírka požehnání, kleteb a zaklínadel vzniklá mezi 12. a 10. století př. n. l.
- Papyri Graecae Magicae – sbírka řecko-latinských kouzel, zaříkávadel, hymnů a rituálů zaznamenaných od 2. století př. n. l. do 5. století.
- Merseburská zaklínadla – sbírka německých zaklínadel sepsaná v 9. století

## Česko
Ruská slavistka Jekatěrina Velmezova dělí na základě výzkumu českých zaříkávadel tyto útvary do následujících oddílů:
- milostná
- léčebná – užívaná jak proti nemocem, tak například proti uřknutí
- „každodenní“ - například na uspání dětí, proti myším či blechám, nebo používaná při přípravě jídel
- zemědělská
- přírodní – přivolávající například východ slunce nebo déšť
- proti zlým sousedům a zlodějům
- proti nadpřirozeným bytostem

Slovní složka zaklínadla je často doprovázena určitými úkony, časem, místem a podobně, které mají zajistit jeho účinnost.
V českých zaříkávadlech je nemoc či jiná negativní síla často odkazována do nějakého místa v přírodě, například do moře, hor, lesa, luk či propasti. Tato místa znamenají místo mimo lidský svět a souvisí s opozicí pojmenovaný/vlastní/kladný proti bezejmenný/cizí/záporný. V zaříkladech je ku pomoci nejčastěji volán Ježíš Kristus a také světci. Různí svatí byli považováni za vhodné pomocníky při různých nemocích, například Jan Křtitel při padoucnici nebo svatý Blažej při bolestech v krku. V českých zaříkávadlech se objevuje také postava nazývaná „svatý Ranec“. Naopak bezejmenné postavy, tedy vlastních jmen, jsou v nich původci neštěstí.